# Joaquim Llena i Cortina
Joaquim Llena i Cortina (València d'Àneu, 1959) és un metge i polític català. Va ser conseller d'Agricultura, Alimentació i Acció Rural de la Generalitat de Catalunya del govern de la VIII legislatura des del 28 de novembre de 2006 fins al 29 de desembre de 2010.

## Biografia
És llicenciat en Filosofia i Lletres i en Medicina i Cirurgia per la Universitat Autònoma de Barcelona, on ha realitzat el Programa de Doctorat "Etiopatogènia de les malalties osteoarticulars". Des del 1995 fins al 2006, ha estat alcalde de l'Ajuntament d'Alt Àneu pel PSC. Actualment és el Primer Secretari del PSC a la Federació Territorial de Lleida des del 2000.
Ha estat diputat al Parlament de Catalunya pel PSC des de 1999 fins a l'actualitat i vicepresident de la Comissió Parlamentària de Política Territorial i Obres Públiques. A partir del 2003 ha estat, també, secretari de la Comissió Parlamentària d'Agricultura. Des de 1988 fins al 1999 ha exercit de metge a l'Hospital Clínic de Barcelona, a l'Hospital de Terrassa, al Parc Taulí de Sabadell, a l'Hospital Casa Maternitat de Barcelona i a l'Hospital Comarcal dels Pallars.